# Epopterus dives
Epopterus dives es una especie de coleóptero de la familia Endomychidae.

## Distribución geográfica
Habita en el Amazonas en (América).